# Luciano Violante
Luciano Violante, né le 25 septembre 1941 à Dire Dawa (Afrique orientale italienne), est un homme politique italien, membre du Parti démocrate (PD) et président de la Chambre des députés de 1996 à 2001.

## Biographie
Luciano Violante est né dans un camp de prisonniers britannique en Abyssinie occupée.
En 1979, il adhère au Parti communiste italien (PCI) et devient immédiatement député dans le Piémont. Il rejoint le Parti démocrate de la gauche (PDS), successeur social-démocrate du PCI, en 1991 et devient président de la commission parlementaire anti-mafia, de 1992 à 1994.
Après la victoire de L'Olivier aux élections générales anticipées de 1996, où il obtient un siège en Sicile, il est élu président de la Chambre des députés le 10 mai suivant, au troisième tour de scrutin, par 316 voix contre 210 à Adriana Poli Bortone, de l'Alliance nationale (AN). Lorsque le PDS fusionne avec d'autres petites formations pour devenir les Démocrates de gauche (DS) en 1998, il adhère à la nouvelle formation.
Réélu dans le Piémont en 2001, il est remplacé par le centriste Pier Ferdinando Casini du fait de la victoire de l'alliance de centre-droit Maison des libertés (CDL). En 2006, il est de nouveau élu en Sicile. Ayant rejoint, en 2007, le Parti démocrate, successeur des DS, il ne se représente pas en 2008.
Il est nommé par le président de la République Giorgio Napolitano le 30 mars 2013 membre d'un comité de quatre « sages » (avec Valerio Onida, Mario Mauro et Gaetano Quagliariello) chargé d'émettre des propositions institutionnelles à la suite de la crise politique résultant des élections générales italiennes de 2013.